# Nicolae Văcăroiu
Nicolae Văcăroiu, né le 5 décembre 1943 à Cetatea Albă dans le Royaume de Roumanie (aujourd'hui Bilhorod-Dnistrovskyï en Ukraine), est un homme d'État roumain. Il est Premier ministre de 1992 à 1996 et président du Sénat de 2000 à 2008.

## Biographie
En tant que président du Sénat, il devient président de la Roumanie par intérim le 20 avril 2007, au lendemain du vote par le Parlement de la suspension du président Traian Băsescu, accusé d'avoir « enfreint la Constitution ». Un référendum est organisé le 18 mai suivant et les électeurs votent à 74,48 % en faveur du retour de Traian Băsescu à la tête de l'État. L'intérim de Nicolae Văcăroiu prend fin le 23 mai.